# Нефтенбах
Нефтенбах (нем. Neftenbach) — коммуна в Швейцарии, в кантоне Цюрих.
Входит в состав округа Винтертур. Население составляет 4703 человека (на 31 декабря 2007 года). Официальный код — 0223.

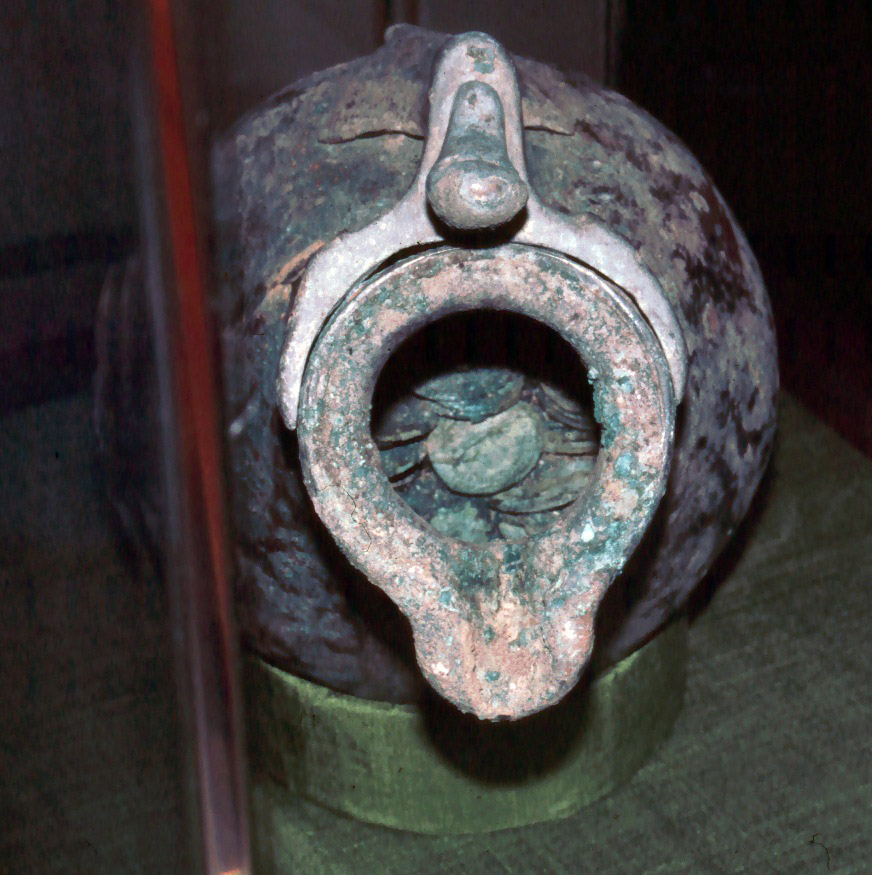
Нефтенбах